# Austur-Húnavatnssýsla

Austur-Húnavatnssýsla

Die Austur-Húnavatnssýsla ist ein Bezirk im Norden Islands.
Der Bezirk liegt westlich der Skagafjarðarsýsla und östlich der Vestur-Húnavatnssýsla. Die größten Ortschaften sind Blönduós und Skagaströnd. Im Landesinneren reicht die Austur-Húnavatnssýsla bis an den Hofs- und den Langjökull. 
Die Austur-Húnavatnssýsla gehört zum Wahlkreis Norðvesturkjördæmi.